# Agim Sopi
Agim Sopi (Ferizaj, 23 de juliol de 1956) és un director de cinema albanès de Kosovo. És conegut principalment a Amèrica i països de parla albanesa. Llicenciat per la Universitat de Zagreb, va dirigir Njeriu prej sheu (L'home de la terra) el 1984 i Anatema el 2006. Ha realitzat molts projectes per a moltes pel·lícules; també és conegut en el món de la televisió i el teatre, contribuint a l'obertura del Teatre Nacional de Kosovo i d'altres teatres de Kosovo.

## Filmografia
- 1981 : Pritja, documental
- 1982 : Pelerina, pel·lícula artística
- 1984 : Njeriu prej dheu, pel·lícula artística
- 1988 : Lulepjeshkat e dashurisë, drama
- 1990 : Kulla, drama
- 1999 : Përtej vdekjes, llargmetratge
- 2000 : Vjeshta e trëndafileve, pel·lícula artística
- 2006 : Anatema, pel·lícula artística / drama
- 2012 : Agnus Dei, pel·lícula artística / drama